# Alter Ego (Star Trek: Voyager)
"Alter Ego" (títol original en anglès "Alter Ego") és el catorzè episodi de la tercera temporada i el 56è del total de la sèrie de televisió de ciència-ficció estatunidenca Star Trek: Voyager. Va ser dirigit pel membre del repartiment Robert Picardo ("El Doctor") amb un guió de Joe Menosky. Fou emès a la televisió el 15 de gener de 1997 a la cadena UPN.
Ambientada al segle XXIV, la sèrie segueix les aventures de la tripulació de la Flota Estel·lar i els Maquis de la nau estel·lar USS Voyager després de quedar encallats al Quadrant Delta a desenes de milers d’anys llum de distància de la resta de la Federació. En aquest episodi es produeixen embolics després que l'alferes Kim demani ajuda a Tuvok per "desamorar-se" d'un personatge hologràfic que, al seu torn, s'enamora del vulcanià, deixant Kim gelós. Mentrestant, l'USS Voyager es troba amb una nebulosa bella però misteriosa.

## Argument
La nau estel·lar Voyager de la Federació està dedicada a explorar una nebulosa d'inversió que és misteriosament estable. Mentre que les nebuloses d'inversió normalment s'apaguen al cap d'uns anys, aquesta sembla haver existit durant segles. Mentre la resta de la tripulació discuteix les seves emocions amb l'oficial tàctic vulcanià Tuvok, l'alferes Harry Kim el mira incòmodament. Kim visita més tard Tuvok les seves i li demana que li ensenyi la manera vulcaniana de reprimir les seves emocions. Quan Tuvok pregunta per què, Kim revela que s'ha enamorat d'un personatge de la holocoberta. Com a part dels mètodes de Tuvok, van a veure aquest personatge, Marayna. Mentrestant, la capitana Janeway ordena a la nau que s'allunyi de la inversió, però la nau no respon.
Tota la tripulació més tard participa en un lūʻau a la holocoberta. Tuvok es torna a trobar amb Marayna i queda intrigat per la seva lògica. Harry ho veu i es posa gelós de Tuvok, que li assegura que la seva gelosia és fora de lloc i que no sent cap emoció per Marayna, però Harry no l’escoltarà. Per demostrar la seva afirmació, Tuvok elimina el personatge de Marayna de l'holocoberta.
Més tard, quan Tuvok entra a les seves estabces, hi troba Marayna, amb l'emissor mòbil del Doctor. Marayna, per tant, es revela com un ésser sensible que pot escapar dels confins de l'holocoberta, i no és un personatge d'holocoberta ordinari. Sembla que s'ha carregat a l'ordinador. Aleshores, Tuvok informa a seguretat mentre Marayna desapareix. El seu intent de capturar l'amor de Tuvok falla, però, ja que el vulcanià Tuvok no és receptiu als seus "suggeriments" que es vegin més sovint. Enfadada i decebuda per haver estat rebutjada per Tuvok, Marayna ha pres el control de l'ordinador de la Voyager i ha desactivat els seus motors, una situació que podria significar un desastre per a la Voyager enmig d'una nebulosa. Això és particularment cert, ja que l'activitat a la nebulosa augmenta sobtadament, amenaçant la nau. La capitana Janeway és alertada de l'assumpte amb Marayna i ella i Tuvok comencen a escanejar els voltants de la Voyager a la recerca de naus ocultes i finalment troben un lloc d'on prové el veritable personatge de Marayna.
Tuvok es teletransporta a aquest lloc a bord de la nau de Marayna i coneix la veritable Marayna, una alienígena que viu totalment sola i aïllada a la inversió de la nebulosa per evitar que s'encengui i permetre que la seva gent gaudeixi de la seva bellesa. Tanmateix, estava tan fascinada pel programa de la holocoberta de la Voyager que la seva curiositat la va portar a piratejar l'ordinador de la Voyager, i va quedar intrigada per Tuvok. Li demana a Tuvok que es quedi amb ella, però Tuvok revela que ja està casat i té fills a Vulcà. Tuvok li diu a Marayna que si realment es preocupa per ell, ha de deixar-lo passar a ell i a la nau a través de la nebulosa amb seguretat. Tuvok també explica que si es quedés amb ella només per salvar la nau, la relació entre ell i Marayna no seria la que Marayna desitja: una relació entre iguals. Marayna veu la lògica del suggeriment de Tuvok i permet que la Voyager continuï el seu viatge de tornada a casa a través de la inversió de la nebulosa.

## Actors convidats
- Sandra Nelson - Marayna
- Alexander Enberg - Vorik
- Shay Todd - Dona de l'holocoberta

## Recepció
Keith DeCandido a tor.com li va atorgar 7 punts sobre 10. En la seva ressenya lloa les actuacions de Tim Russ i Garrett Wang, però que esperava una actuació millor de Sandra Nelson, que ha havia aparegut com a Tavana a "Soldiers of the Empire" de Star Trek: Deep Space Nine fent una actuació que li recordava a la Minuet de "Binaris" de La nova generació.

## Mitjans domèstics
Aquest episodi es va publicar en DVD el 6 de juliol de 2004, com a part de Star Trek Voyager: Complete Third Season, amb àudio Dolby 5.1 surround. El DVD de la temporada 3 es va publicar al Regne Unit el 6 de setembre de 2004. El 2017, la sèrie de televisió completa "Star Trek: Voyager" es va publicar en una caixa recopilatòria de DVD, que l'incloïa com a part dels discs de la temporada 3.